# Kakao
Kakao Corporation (em coreano: 주식회사 카카오; romaniz.: jusighoesa kakao) é um conglomerado midiático sediado na cidade de Jeju. Foi formada através da fusão da Daum Communications e da Kakao Inc original em 2010. A empresa foi renomeada para Daum Kakao em 2014. Em 2015, foi renomeado mais uma vez, voltando a ser simplesmente Kakao.
Em maio de 2015, a empresa adquiriu a Path, uma empresa americana de mídia social que se tornou bem-sucedida na Indonésia. Em janeiro de 2016, Kakao adquiriu uma participação de 76,4% na LOEN Entertainment, uma grande empresa de entretenimento sul-coreana, por US$ 1,5 bilhão. Mais tarde foi renomeada como Kakao M. A empresa ganhou ainda mais destaque com o KakaoTalk, um aplicativo móvel gratuito de mensagens instantâneas para smartphones com recursos de texto e chamada. Em maio de 2017, o aplicativo contava com 220 milhões de usuários cadastrados e 47 milhões de usuários mensais ativos.
Em março de 2022, a empresa está competindo com a Naver Corporation pelo domínio no mercado japonês de web comic e web novel.

## História

### 2006–2014: Fundação da Kakao Corp.
Kakao Corp. é a empresa por trás do KakaoTalk, que serve como plataforma principal e aplicativo carro-chefe. Foi fundada em 2006 por Kim Bum-soo, o ex-CEO da NHN Corporation (a organização que surgiu da fusão Hangame e Naver.com) como Kakao Inc. Kakao Corp. (então conhecida como Kakao Inc.) está sediada em Seul, Coreia do Sul. Manson Yeo e Sean Joh atuam como os atuais co-CEOs.
Em agosto de 2013, três dos 10 melhores jogos Android classificados globalmente (de acordo com o provedor de análise App Annie) estão vinculados à plataforma KakaoTalk - Everybody’s Marble, Cookie Run e Anipang. Com 93% dos usuários sul-coreanos no KakaoTalk, os downloads gratuitos dos jogos Ani Pang e Dragon Flight, que só podem ser jogados com uma conta Kakao Talk, foram considerados jogos "nacionais". Para manter a simplicidade em todos os serviços fornecidos, os aplicativos Kakao podem ser adquiridos e logados com links para KakaoTalk. A Kakao Corp gerou receita de aproximadamente US$ 200 milhões em 2013 por meio de jogos, conteúdo digital, comércio móvel e seus canais de marketing para marcas e celebridades. Kakao Corp. foi nomeada desenvolvedora principal no Android Market, e KakaoTalk foi escolhida como o aplicativo SMS gratuito da Cnet.
De acordo com um relatório da App Annie de dezembro de 2013, Kakao é o terceiro maior editor do mundo em receita mensal no Google Play. Kakao Corp. é a editora número um de IOS e Google Play na Coreia do Sul, e KakaoTalk é o aplicativo número um para iOS e receita do Google Play na Coreia do Sul. KakaoTalk foi nomeado para o prêmio de aplicativo móvel mais inovador no Global Mobile Awards 2014. Kakao Corp. concordou em comprar a Daum Communications Corp, para cortar custos e economizar tempo para impulsionar o crescimento e obter uma listagem em Seul, Coreia do Sul.
O conjunto completo de aplicativos da Kakao Corp inclui: KakaoTalk, KakaoStory, KakaoTaxi, KakaoAccount, KakaoMap, KakaoDriver, KakaoBus, KakaoMusic, KakaoGroup, KakaoHome, KakaoPlace, KakaoAlbum, KakaoPage, KakaoStyle e KakaoAgit.

### 2014–2015: Fusão de Daum e Kakao
Em 26 de maio de 2014, a Kakao Corp. anunciou que havia decidido se fundir com a Daum Communications, um dos principais portais da Internet da Coreia, por meio de uma troca de ações. Uma vez combinadas as duas empresas, a empresa emergente teria uma capitalização de mercado de ₩3 trilhões (equivalente a ₩3,11 trilhões ou US$2,75 bilhões em 2017) permitindo-lhe apresentar uma ameaça credível ao Naver, que é o maior portal web da Coreia do Sul. A nova entidade Daum Kakao foi avaliada perto de ₩10 trilhões (equivalente a ₩10,37 trilhões ou US$9,17 bilhões em 2017).
Em 2015, a empresa mudou seu nome para Kakao, restaurando seu nome anterior à fusão. Devido a problemas de jogatina e censura dentro do ecossistema Kakao, o conselho de administração da organização expulsou Kim-beom-soo do cargo de CEO e decidiu substituí-lo por Rim Ji-hoon. Kim Beom-soo torna-se o maior acionista da nova empresa pro forma, com uma participação de 22,2 por cento.

### 2015–presente: Novo modelo de negócios

#### Banco pela Internet
Kakao foi aprovado pelos reguladores sul-coreanos para se tornar o primeiro banco do país somente pela Internet em 2017. O banco na Internet realiza os mesmos negócios que os bancos comerciais, incluindo processamento de depósitos, empréstimos e transferência de dinheiro. Os consumidores não precisarão mais ir a um banco para abrir uma nova conta bancária ou obter um empréstimo. O plano de negócios da Kakao foi considerado inovador, e esperava-se que o modelo de negócios da empresa garantisse inscrições consideráveis de clientes com relativa facilidade, com base nos usuários do KakaoTalk, que é o aplicativo de mensagens mais popular do país.
Embora o K Bank tenha eventualmente se tornado o primeiro banco somente na Internet da Coreia do Sul, tendo sido lançado vários meses antes, o Kakao Bank imediatamente atraiu mais clientes; 820.000 quatro dias após seu lançamento em 27 de julho de 2017. O próprio aplicativo Kakao Bank dedicado foi baixado 1,5 milhão de vezes no mesmo período. O banco tinha 3,5 milhões de clientes após um mês. Esses números superaram os 400.000 usuários que o K-Bank acumulou em 100 dias de sua existência. Até 26 de setembro de 2017, o Kakao Bank emprestou ₩ 1,4 trilhão (US$ 1,2 bilhão), constituindo 40% do total de empréstimos em toda a Coreia do Sul naquele mês específico. A expansão sem precedentes do banco é vista como uma exceção ao encerramento de bancos, especialmente instituições de propriedade estrangeira. O desempenho incipiente destes bancos é atribuído ao elevado custo de manutenção das operações físicas e à popularidade do financiamento pela Internet entre os consumidores coreanos.

#### Serviços de transporte

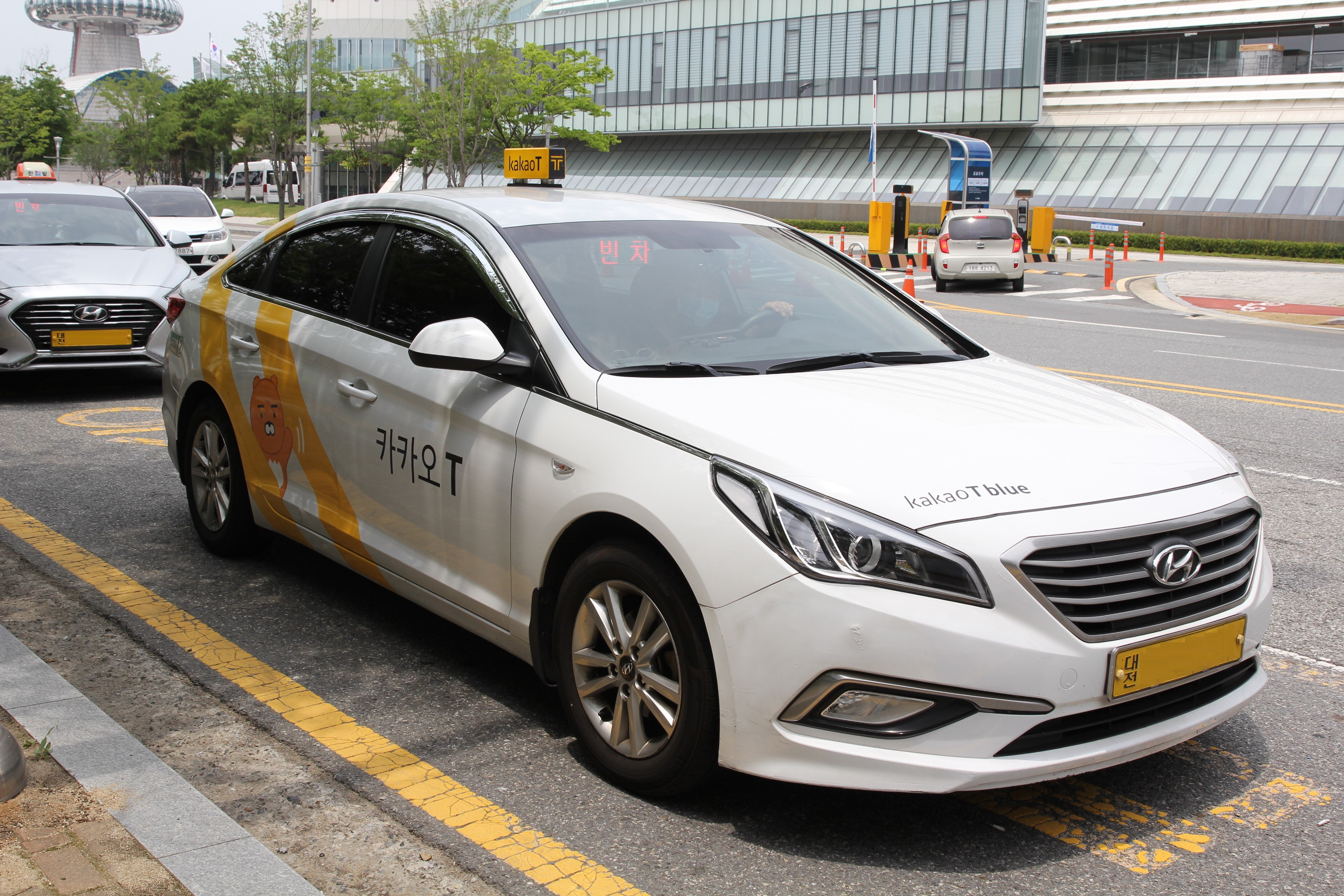
Kakao Taxi em Daejeon

Em 10 de março de 2015, Daum Kakao lançou seu serviço KakaoTaxi que permite aos usuários chamar um táxi usando o aplicativo KakaoTaxi. Cerca de 600.000 consumidores de táxi usaram a plataforma de carona todos os dias nos oito meses após seu lançamento.
Em 2017, KakaoTaxi foi renomeado para Kakao T. O serviço inclui a extensão premium Kakao Taxi Black, que permite aos usuários reservar viagens em Seul por meio do aplicativo messenger, transportadas exclusivamente em carros de luxo como Mercedes Benz, Lexus e BMW. As tarifas do serviço premium começam em ₩8.000. Kakao anunciou planos para expandir a oferta para outras cidades coreanas no ano seguinte. Kakao anunciou em abril de 2019 que lançaria um serviço de compartilhamento de bicicletas elétricas com uma frota inicial de 400 bicicletas em duas grandes cidades.

#### Interrupção em 2022
Após uma interrupção massiva em outubro de 2022, o co-presidente-executivo, Namkoong Whon, renunciou. Um incêndio em um data center da SK C&C no sul de Seul causou uma interrupção em massa no fim de semana e interrompeu vários serviços da Kakao, incluindo mensagens, caronas, pagamentos, serviços bancários e jogos.

### Caridade
Em março de 2022, em meio à invasão russa da Ucrânia em 2022, Kakao doou aprox. US$3,65 milhões em criptomoeda Klay para UNICEF para combater a crise humanitária na Ucrânia.

## Serviços

### Coreia
Kakao oferece um conjunto diversificado de serviços.

#### Comunidade
- KakaoTalk: mensagens instantâneas e serviço VoIP.
- KakaoStory: serviço de compartilhamento de imagens, vídeos e músicas.
- KakaoPage: serviço de quadrinhos e romances baseado na web.
- Brunch: serviço de publicação de conteúdo móvel.

#### Entretenimento
- KakaoMusic: aplicativo de música com recursos de compartilhamento.
- Melon: serviço de streaming de música adquirido através da Kakao M.
- PotPlayer: reprodutor de mídia para Windows.

#### Moda
- KakaoStyle: serviço de moda móvel.
- KakaoHairshop: serviço, encontrar um salão de beleza próximo.

#### Finança
- KakaoPay: carteira eletrônica móvel, integrada com KakaoTalk.
- KakaoBank: banco móvel na Coreia.
- Klaytn: plataforma blockchain do consumidor para pagamentos móveis (por meio de sua subsidiária Ground X).[36]

#### Investimento
- Kakao INV: Investimento em startups em estágio final.
- Kakao Ventures: Capital de risco para startups em estágio inicial.

#### Transporte
- Kakao T: aplicativo de serviço de transporte, oferecendo chamada de táxi, serviço de motorista e serviços de navegação.
- KakaoBus: localização em tempo real e informações de trânsito nos ônibus.
- KakaoMetro: aplicativo de linha de metrô, permite aos usuários visualizar o mapa do metrô, planejar viagens e verificar preços.

#### Videogames
- Kakao Games: subsidiária de videogame.

#### Outros
- KakaoFriends: diversos produtos, incluindo finanças, distribuição, alimentos e assim por diante.
- KakaoHello: liga para o serviço de aplicativo com base na conta Kakao.
- KakaoTV: integra a transmissão ao vivo da Kakao TV com o bate-papo aberto do KakaoTalk.
- KakaoHome: serviço, gerenciamento da tela inicial do smartphone.
- KakaoPlace: serviço, compartilhando lugares famosos.
- KakaoAlbum: compartilhando fotos com amigos do Kakao.
- Path: serviço de rede social dos EUA (descontinuado).

### Japão
Kakao Japan Corporation é a subsidiária japonesa da Kakao. Atualmente oferece alguns dos serviços coreanos da Kakao, bem como outros específicos para o mercado japonês. Kakao Japan anunciou planos para lançar um serviço de música em uma segunda tentativa de penetrar no mercado japonês. Em abril de 2018, a Kakao Japan anunciou planos para lançar um serviço de streaming de vídeo para competir contra Netflix e Amazon com um modelo de pagamento semelhante ao seu serviço Piccoma. O serviço de streaming se chamará Piccoma TV.
- KakaoTalk
- Kakao T
- Piccoma
- Piccoma TV

## Controvérsia

### Censura do KakaoTalk
Quando o governo coreano anunciou que reforçaria o monitoramento em tempo real para evitar que as pessoas divulgassem informações falsas, a empresa cooperou totalmente, fornecendo resmas de dados de conversas. Os usuários do KakaoTalk expressaram seu descontentamento com a censura dizendo que migrariam para outros serviços de mensagens. Por causa disso, cerca de 1,5 milhão de usuários se inscreveram recentemente no serviço de mensagens móveis Telegram, conhecido por sua segurança.
Daum Kakao explicou a censura, dizendo: “É impensável não seguir as regras de um país constitucional”. “A medida (de Daum Kakao) reflete a repulsa e o medo dos usuários contra a censura cibernética”, disse Yoo Ki-hong, porta-voz da principal oposição, Nova Aliança Política para a Democracia. “O governo deveria compreender o sentimento de resistência do povo sobre esta questão, em vez de justificar a execução de mandados."

### Presidente da Kakao Corp. acusado de jogos de azar
O presidente do conselho da Kakao, Kim Beom-soo, foi acusado de jogar em Las Vegas nos primeiros anos da Kakao Corp, de 2007 a 2010. O jogo no exterior é ilegal segundo a lei coreana. Os promotores coreanos teriam obtido informações do Departamento de Justiça e do Departamento do Tesouro dos EUA de que o fundador do mensageiro móvel da Kakao, Kim, passou 20 horas e 51 minutos no hotel Bellagio em Las Vegas em 2007, quando atuou como CEO da NHN Global. Ele apostou uma média de US$2.440 por sessão e perdeu US$ 16.993, informou o jornal coreano Hankook Ilbo. A empresa decidiu cumprir os mandados da promotoria solicitando o monitoramento dos registros de conversas, uma reversão de sua postura anterior.